# Чуваріна
Чува́ріна (рос. Чуварина) — присілок у складі Шатровського району Курганської області, Росія. Входить до складу Мостовської сільської ради.
Населення — 58 осіб (2010, 126 у 2002).
Національний склад станом на 2002 рік: росіяни — 85 %.